# Simplex (taalkunde)
Een simplex of ongeleed woord is een woord bestaande uit slechts één morfeem. Het bedoelde woord verschijnt dan in zijn enkelvoudige, onvervoegde of onverbogen vorm. Het wordt ook stam of stamwoord genoemd, in het bijzonder als het een werkwoord betreft, of grondwoord, als het een andere woordsoort dan een werkwoord betreft. Soms worden ook de termen wortel en lexeem gebruikt. Het onderscheid tussen deze termen is niet altijd even scherp. 
Woorden die uit meerdere morfemen bestaan, zijn complexe of gelede woorden: het betreft samenstellingen en afleidingen. 
Voorbeelden: 
- Het simplex {boom} is het grondwoord (en de kern) van samenstellingen als: kerstboom, loofboom; en van  afleidingen als: bomen, boompje, boomachtig.
- Het simplex {gaan} is het grondwoord (en de kern) van  afleidingen  als ingaan, afgaan, vergaan, uitgang en gangbaar.
- Het simplex {drink} is het stammorfeem en/of de kern van woorden als drank, dronk,  dronken, drenken, drinken, en verdrinken.
- Het simplex {huis} is de wortel (en al dan niet de kern) van woorden als woonhuis, huiselijk, huizen (in), behuizing, verhuizen, inhuizen, uithuizig, die alle deel uitmaken van een woordfamilie rond de wortel {huis}. Ook in de samenstelling huisdeur, met als grondwoord het simplex {deur}, is het simplex {huis} een wortel van de samenstelling.